# Grenzeloos (televisieprogramma)
Grenzeloos Is een Nederlandse televisiequiz op NOX gepresenteerd door Dennis van de Ven.
In deze televisiequiz staat pijn centraal, een duo maakt kans op 2500 euro door middel van tien vragen goed te beantwoorden. Echter als je een fout antwoord maakt krijg je een dilemma, een pijnlijke straf ondergaan om toch verder te gaan of stoppen.
Enkele straffen zijn onder andere, je wenkbrauw epileren, drie naalden door je hand laten halen of je hoofd kaal scheren. Deze straffen worden uitgevoerd door De Lucifer (zo wordt hij genoemd door de presentator).